# Shangrilá
Shangrilá ist ein zu Ciudad de la Costa gehörendes Seebad im Departamento Canelones in Uruguay.

## Geographie
Shangrilá befindet sich im südlichen Teil des Departamento Canelones in dessen Sektor 37. Der Ort liegt im westlichen Teil von Ciudad de la Costa und grenzt mit seiner Südostseite an den Río de la Plata. Am sich nach Nordosten fortsetzenden Küstenabschnitt schließt unmittelbar San José de Carrasco an, während im Südwesten Parque Carrasco eine gemeinsame Grenze mit Shangrilá hat.

## Geschichte
Als Resort auf 57 Hektar in unmittelbarer Nähe zu Montevideo und drei Kilometer Entfernung zum Carrasco International Airport im Jahr 1946 gegründet, stieg die Einwohnerzahl zwischen 1985 und 1996 um 70 Prozent. Der Name des künstlich angelegten Seebads (span. Balneario) wurde aus dem Roman Lost Horizon von James Hilton abgeleitet: Shangri-La steht darin als ein Synonym für das Paradies.

## Infrastruktur

### Bildung
Der Ort verfügt mit dem 1990 gegründeten Liceo Nº 1 de Shangrilá über eine weiterführende Schule (Liceo).

### Verkehr
Shangrilá liegt an der Südseite der Ruta 101 kurz bevor wenige hundert Meter nordöstlich die Ruta Interbalnearia von dieser abzweigt.

## Einwohner
Die Einwohnerzahl von Shangrilá beträgt 3.195 (Stand 2011). In den Sommermonaten steigt die Einwohner- und Gästezahl sehr stark: Der Strand gilt als Hauptattraktion und zieht im Sommer viele Familien mit ihren Freizeitaktivitäten für Kinder und ihrem ruhigen Badewasser an.
| Jahr | Einwohner |
| ---- | --------- |
| 1963 | 372       |
| 1975 | 1.057     |
| 1985 | 1.758     |
| 1996 | 3.014     |
| 2004 | 2.902     |
| 2011 | 3.195     |

Quelle: Instituto Nacional de Estadística de Uruguay